# Elizabeth Maloney
Elizabeth „Liz“ Maloney (* 26. Juli 1984 in Toronto) ist eine kanadische Beachvolleyballspielerin.

## Karriere
Maloney spielte 2008 und 2009 mit Katherine Zakrzewski auf der FIVB World Tour. Bei den Phuket Open 2009 spielte sie erstmals mit ihrer neuen Partnerin Heather Bansley. 2010 kamen Bansley/Maloney in Kristiansand auf den 17. Platz, bevor sie wiederum in Phuket als Neunte die Top Ten erreichten. Außerdem gewannen sie die nationale Meisterschaft. In Peking spielten sie 2011 ihren ersten Grand Slam. Bei der WM in Rom besiegten Bansley/Maloney zum Auftakt das australische Duo Hinchley/Rohkamper und kamen als Gruppendritte in die erste Hauptrunde; dort unterlegen sie den US-Amerikanerinnen Kessy/Ross. Im weiteren Verlauf der Saison schafften sie als Siebte der Québec Open, Neunte des Grand Slams in Stare Jabłonki und Siebte in Phuket weitere Top-Ten-Ergebnisse. Bei der NORCECA-Meisterschaft in Mexiko wurden sie Vierte. 2012 starteten sie mit den Plätzen sieben und neun in Sanya und Shanghai. Bei der Continental Tour 2013 belegten sie die Ränge vier und fünf. Ebenfalls Fünfte wurden sie beim Continental Cup in Campinas. Danach löste Bansley ihre Partnerschaft mit Maloney auf und spielte in Folge mit Sarah Pavan. Maloney beendete anschließend wegen Knieproblemen ihre Karriere.